# Chappes (Aube)
Chappes è un comune francese di 308 abitanti situato nel dipartimento dell'Aube nella regione del Grand Est.

## Società

### Evoluzione demografica
Abitanti censiti